# Xunhua
Xunhua (en chino, 循化; pinyin, Xúnhuà, léase Sin-Juá) es un condado autónomo bajo la administración directa de la Prefectura Haidong en la Provincia de Qinghai, República Popular China. Su área es de 1815 km² y su población total para 2010 superó los 123 mil habitantes.
El condado autónomo de recibe el nombre de la principal etnia ,la salar (61%).

## Administración
El condado autónomo de Xunhua se divide en 1 poblado y 9 aldeas :
- Poblado Jishi (积石镇)
- Jiezi (街子乡)
- Qingshui (清水乡)
- Mengda (孟达乡)
- Baizhuang (白庄乡)
- Qagan Dos (查汗都斯乡)
- Bêmdo (文都藏族乡)
- Garing (尕楞藏族乡)
- Gangca (岗察藏族乡)
- Dobi (道帏藏族乡)

## Demografías (2000)
| Etnia     | Población | Porcentaje |
| --------- | --------- | ---------- |
| Salar     | 63,859    | 61.14%     |
| Tibetana  | 25,783    | 24.68%     |
| Hui       | 8,155     | 7.81%      |
| Han       | 6,217     | 5.95%      |
| Tu        | 134       | 0.13%      |
| Dongxiang | 116       | 0.11%      |
| Mongol    | 39        | 0.04%      |
| Qiang     | 35        | 0.03%      |
| Bonan     | 22        | 0.02%      |
| Blang     | 18        | 0.02%      |
| Buyei     | 12        | 0.01%      |
| Otros     | 62        | 0.06%      |

## Clima
| Parámetros climáticos promedio de Xunhua (1971−2000) | Parámetros climáticos promedio de Xunhua (1971−2000) | Parámetros climáticos promedio de Xunhua (1971−2000) | Parámetros climáticos promedio de Xunhua (1971−2000) | Parámetros climáticos promedio de Xunhua (1971−2000) | Parámetros climáticos promedio de Xunhua (1971−2000) | Parámetros climáticos promedio de Xunhua (1971−2000) | Parámetros climáticos promedio de Xunhua (1971−2000) | Parámetros climáticos promedio de Xunhua (1971−2000) | Parámetros climáticos promedio de Xunhua (1971−2000) | Parámetros climáticos promedio de Xunhua (1971−2000) | Parámetros climáticos promedio de Xunhua (1971−2000) | Parámetros climáticos promedio de Xunhua (1971−2000) | Parámetros climáticos promedio de Xunhua (1971−2000) |
| Mes                                                  | Ene.                                                 | Feb.                                                 | Mar.                                                 | Abr.                                                 | May.                                                 | Jun.                                                 | Jul.                                                 | Ago.                                                 | Sep.                                                 | Oct.                                                 | Nov.                                                 | Dic.                                                 | Anual                                                |
| ---------------------------------------------------- | ---------------------------------------------------- | ---------------------------------------------------- | ---------------------------------------------------- | ---------------------------------------------------- | ---------------------------------------------------- | ---------------------------------------------------- | ---------------------------------------------------- | ---------------------------------------------------- | ---------------------------------------------------- | ---------------------------------------------------- | ---------------------------------------------------- | ---------------------------------------------------- | ---------------------------------------------------- |
| Temp. máx. media (°C)                                | 1.4                                                  | 4.3                                                  | 9.5                                                  | 15.9                                                 | 19.8                                                 | 22.6                                                 | 24.6                                                 | 23.9                                                 | 19.0                                                 | 13.9                                                 | 7.8                                                  | 2.8                                                  | 13.8                                                 |
| Temp. mín. media (°C)                                | −13.6                                                | −10.0                                                | −3.7                                                 | 1.9                                                  | 6.3                                                  | 9.5                                                  | 11.5                                                 | 11.1                                                 | 7.5                                                  | 1.5                                                  | −5.6                                                 | −11.6                                                | 0.40                                                 |
| Precipitación total (mm)                             | 1.2                                                  | 2.2                                                  | 7.0                                                  | 19.0                                                 | 43.0                                                 | 59.2                                                 | 88.2                                                 | 74.0                                                 | 54.4                                                 | 20.5                                                 | 3.9                                                  | 1.2                                                  | 373.8                                                |
| Días de precipitaciones (≥ 0.1 mm)                   | 2.7                                                  | 3.4                                                  | 5.2                                                  | 6.5                                                  | 10.7                                                 | 14.6                                                 | 15.0                                                 | 13.8                                                 | 13.1                                                 | 7.3                                                  | 2.4                                                  | 2.2                                                  | 96.9                                                 |
| Horas de sol                                         | 209.8                                                | 204.9                                                | 222.5                                                | 241.0                                                | 253.9                                                | 236.5                                                | 243.8                                                | 244.4                                                | 196.9                                                | 208.1                                                | 212.7                                                | 201.2                                                | 2675.7                                               |
| Humedad relativa (%)                                 | 45                                                   | 44                                                   | 47                                                   | 48                                                   | 53                                                   | 60                                                   | 65                                                   | 66                                                   | 68                                                   | 63                                                   | 54                                                   | 49                                                   | 55.2                                                 |
| Fuente: China Meteorological Administration          |                                                      |                                                      |                                                      |                                                      |                                                      |                                                      |                                                      |                                                      |                                                      |                                                      |                                                      |                                                      |                                                      |